# 马蒂亚斯·米勒 (曲棍球运动员)
马蒂亚斯·米勒（德語：Mathias Müller，1992年4月3日—），德国男子曲棍球运动员。他曾代表德国国家队参加2016年夏季奥林匹克运动会曲棍球比赛，获得一枚铜牌。